# Стопница (гмина)
Стопница (пол. Stopnica) — сельская гмина (волость) в Польше, входит как административная единица в Буский повет, Свентокшиское воеводство. Население — 7918 человек (на 2004 год).

## Демография
| Перепись                       | Всего   | Всего | Женщины | Женщины | Мужчины | Мужчины |
| ------------------------------ | ------- | ----- | ------- | ------- | ------- | ------- |
| Единицы                        | человек | %     | человек | %       | человек | %       |
| Население                      | 7918    | 100   | 4007    | 50,6    | 3911    | 49,4    |
| Плотность населения (чел./км²) | 63,1    | 63,1  | 31,9    | 31,9    | 31,2    | 31,2    |

## Соседние гмины
1. Гмина Буско-Здруй
2. Гмина Гнойно
3. Гмина Олесница
4. Гмина Пацанув
5. Гмина Солец-Здруй
6. Гмина Тучемпы